# 미스터리극장 위험한 초대
미스터리극장 위험한 초대는 iTV 경인방송에서 방송되었던 재연 다큐드라마이며 《김혜수 플러스 유》가 2000년 8월 100회로 막을 내린 뒤 SBS의 수요일 심야 시간대가 취약지대로 전락하자 SBS가 《러브투나잇》을 끝으로 심야 예능-오락 프로그램을 폐지하는 대신 2003년 2월 5일부터 시간대를 이동한 SBS 시사정보프로그램 《뉴스추적》때문에 시청률이 갈수록 떨어진 데다 소재고갈 탓인지 2003년 봄 개편으로 막을 내렸다. 현재 아이넷TV에서 매주 월수금 밤 12시에 1000편을 제작해 방영하고 있다.
한편, 해당 프로그램의 후속격으로 <강원래의 미스터리 헌터>가 2004년 7월 8일 시작됐으나 그 해 11월 있었던 iTV의 파업사태에 따른 재허가 추천 거부로 인한 폐국 때문에 방송이 종료됐다.
아울러, 2002년 10월 7일부터 케이블채널 SDN TV에서 재편성됐는데 당시 이 채널은 소유주 김형진 회장의 불미스러운 일 이후 하락세를 겪어오고 있었으며 SDN TV는 이 같은 어려움을 타개하기 위해 2002년 10월 7일부터 해당 프로그램 외에도 <노방유희> 《안개비연가》 《리얼드라마》'파랑새는 있다' 《그래서 이웃사촌》 등 iTV 방영 프로그램들을 사다가 편성했고 이외에도 <코미디 웃음파티> <수다펀치 팡팡> <사랑만들기> 등 최초 GTV 시절의 프로그램을 재방송하기도 했다.
결국 SDN TV는 2003년 3월 김영철 전 대표이사에게 양도된 뒤 5월 상호를 (주)SDNTV에서 (주)지텔레비전으로 변경한 후 그 해 7월 첫 채널명(GTV)으로 환원해 재개국했다.

## 역대 진행자
- 윤주상 (iTV) 2001년 7월 4일 ~ 2003년 4월 2일
- 이청아 (inet-TV HD 리마스터링) 2020년 1월 1일 ~ 현재

## 역대 방송시간
| 방송 채널 | 방송 기간                          | 방송 시간                             |
| --------- | ---------------------------------- | ------------------------------------- |
| iTV       | 2001년 7월 4일 ~ 2002년 5월 29일   | 매주 수요일 밤 10:50 ~ 밤 11:50       |
| iTV       | 2002년 7월 3일 ~ 2002년 7월 10일   | 매주 수요일 밤 10:50 ~ 밤 11:50       |
| iTV       | 2003년 2월 5일 ~ 2003년 4월 2일    | 매주 수요일 밤 10:50 ~ 밤 11:50       |
| iTV       | 2002년 6월 5일 ~ 2002년 6월 26일   | 매주 수요일 밤 11:00 ~ 밤 12:00       |
| iTV       | 2002년 11월 6일 ~ 2003년 1월 29일  | 매주 수요일 밤 11:00 ~ 밤 12:00       |
| iTV       | 2002년 7월 17일 ~ 2002년 10월 30일 | 매주 수요일 밤 11:05 ~ 밤 12:05       |
| inet-TV   | 2020년 1월 1일 ~ 현재              | 매주 월, 수, 금 밤 11:00 ~ 오전 12:00 |

## 방송 회차

### 2001년
| 회차 | 방송일    | 제목 (원제)                                               |
| ---- | --------- | --------------------------------------------------------- |
| 1회  | 7월 4일   | 관사의 비밀 / 상배실 마을의 저주                          |
| 2회  | 7월 11일  | 그해 여름 폐교 캠프에서... / 숨골 마을의 비극             |
| 3회  | 7월 18일  | 금정굴의 비명소리 / 위험한 동거                           |
| 4회  | 7월 25일  | 死者의 미행 / 쌍지암 도깨비                               |
| 5회  | 8월 1일   | 무언의 대화 / 망부의 恨(한)                               |
| 6회  | 8월 8일   | 마지막 동행 / 이것이 유령이다                             |
| 7회  | 8월 15일  | 소녀의 주문 / 배반의 끝                                   |
| 8회  | 8월 22일  | 잠들지 않는 영혼 / 저승에서 48시간                        |
| 9회  | 8월 29일  | 빙의(憑依) / 엄마의 절규                                  |
| 10회 | 9월 5일   | 영혼의 심판 / 홀림                                        |
| 11회 | 9월 12일  | 무자귀 / 슬픈영혼                                         |
| 12회 | 9월 19일  | 할머니의 소원 / 사자(死者)와의 인연                       |
| 13회 | 9월 26일  | 뒤늦게 지킨 약속 / 걸신                                   |
| 14회 | 10월 3일  | 재앙을 꿈꾸는 남자 / 내 안의 악령                         |
| 15회 | 10월 10일 | 슬픈 인연 / 또 하나의 그녀                                |
| 16회 | 10월 17일 | 저승 다녀왔소 / 버려진 영혼                               |
| 17회 | 10월 24일 | 강력계 김반장의 슬픈 가을이야기 / 목소리의 비밀 - RS 녹음 |
| 18회 | 10월 31일 | 영을 쫓는 사람들                                          |
| 19회 | 11월 7일  | 50년 전의 저주 / 달마도                                   |
| 20회 | 11월 14일 | 저주로 남은 상처 / 제 7의 감각 - 꿈                       |
| 21회 | 11월 21일 | 뱀의 저주 / 아내를 불러간 원혼                            |
| 22회 | 11월 28일 | 뱅이 / "주술"<다큐멘터리>                                 |
| 23회 | 12월 5일  | 당신과 가장 가까운 귀신 / 귀신을 보는 아이                |
| 24회 | 12월 12일 | 임남이의 죽음, 그 후... / 떠나지 못하는 영혼              |
| 25회 | 12월 19일 | "금기"... / 성명학                                        |
| 26회 | 12월 26일 | 新 가이공주                                               |

### 2002년
| 회차 | 방송일    | 제목 (원제)                                                  |
| ---- | --------- | ------------------------------------------------------------ |
| 27회 | 1월 2일   | 빈집으로의 초대 / 공포의 택시드라이브                        |
| 28회 | 1월 9일   | 의좋은 7남매                                                 |
| 29회 | 1월 16일  | 죽음의 마을 / 염(殮)                                         |
| 30회 | 1월 23일  | 슬픈영혼의 낙태 / 미이라가 된 아이                           |
| 31회 | 1월 30일  | 어느 대학교수의 死路(죽음으로의 길) / 여교사를 찾아온 영혼들 |
| 32회 | 2월 6일   | 업보                                                         |
| 33회 | 2월 13일  | 설날 특집 미스터리극장 <위험한 초대>                         |
| 34회 | 2월 20일  | 아버지 죽음에 대한 예언 / 신광호의 비밀                      |
| 35회 | 2월 27일  | 건널 수 없는 강 / 할머니의 예언                              |
| 36회 | 3월 6일   | 흉가                                                         |
| 37회 | 3월 13일  | 보이지 않는 막내 동생 / 용머리의 저주                        |
| 38회 | 3월 20일  | 새언니의 노란저고리                                          |
| 39회 | 3월 27일  | 아내를 구해주세요 / 잡귀와의 전쟁                            |
| 40회 | 4월 3일   | 살풀이                                                       |
| 41회 | 4월 10일  | 아빠의 선물 / 칠성리 쌍둥이 미륵불의 기구한 운명             |
| 42회 | 4월 17일  | 어머니의 못다한 이야기                                       |
| 43회 | 4월 24일  | 자매의 방 / 손대면 다치는 나무                               |
| 44회 | 5월 1일   | 대나무집의 저주                                              |
| 45회 | 5월 8일   | 아내의 저주 / 사라진 청심의 초상화                           |
| 46회 | 5월 15일  | 인형의 눈물 / 자꾸만 나타나는 그녀                           |
| 47회 | 5월 22일  | 어둠 속의 비명소리 / 현동마을의 비밀                         |
| 48회 | 5월 29일  | 저승에서의 결혼식 / 가시나무 - 분신사바                      |
| 49회 | 6월 5일   | 바이올린을 켜는 여인 / 월평마을의 재앙을 막아라!             |
| 50회 | 6월 12일  | 여자의 일생                                                  |
| 51회 | 6월 19일  | 복수의 교실 / 저절로 일어선 나무                             |
| 52회 | 6월 26일  | 불에 탄 영혼                                                 |
| 53회 | 7월 3일   | 묘지 위의 집 / 이상한 샘물                                   |
| 54회 | 7월 10일  | 악마의 유전자                                                |
| 55회 | 7월 17일  | 고스트 헌터                                                  |
| 56회 | 7월 24일  | 비밀일기 / 이루어질 수 없는 사랑                             |
| 57회 | 7월 31일  | 저승에 다녀온 여인 / (沈默)                                  |
| 58회 | 8월 7일   | 부정(父情)                                                   |
| 59회 | 8월 14일  | 흉가로 간 사나이 / 친구의 선물                               |
| 60회 | 8월 21일  | 모녀의 한(恨)                                                |
| 61회 | 8월 28일  | 다중인격 / 화장실                                            |
| 62회 | 9월 4일   | 신기(神氣)                                                   |
| 63회 | 9월 11일  | 할아버지의 옥편                                              |
| 64회 | 9월 18일  | 유령의 집                                                    |
| 65회 | 9월 25일  | 5일간의 악몽 / 수맥                                          |
| 66회 | 10월 2일  | 거울속의 비밀                                                |
| 67회 | 10월 9일  | 술 권하는 혼령                                               |
| 68회 | 10월 16일 | 나를 부르는 목소리 / 전생의 여인                             |
| 69회 | 10월 23일 | 지하실의 여인                                                |
| 70회 | 10월 30일 | 새색시의 저고리                                              |
| 71회 | 11월 6일  | 미래가 보이는 여자 / 태자귀(胎子鬼)                          |
| 72회 | 11월 13일 | 나무의 저주 / 7년 전의 악몽                                  |
| 73회 | 11월 20일 | 3년마다 찾아오는 죽음의 그림자 / 조상이 돌보는 아이          |
| 74회 | 11월 27일 | 빨간 슬리퍼와 스카프 / 아버지와 아들                         |
| 75회 | 12월 4일  | 영혼과의 동거 / 미술 대학의 저주                             |
| 76회 | 12월 11일 | 신이 선택한 처녀 / 천신천왕의 자손                           |
| 77회 | 12월 18일 | 나를 보는 눈 / 살생(殺生)                                    |
| 78회 | 12월 25일 | 주사위                                                       |

### 2003년
| 회차 | 방송일   | 제목 (원제)                       |
| ---- | -------- | --------------------------------- |
| 79회 | 1월 1일  | 사주에 관한 이야기                |
| 80회 | 1월 8일  | 기(氣)는 존재하는가?              |
| 81회 | 1월 15일 | 잠들지 않는 영혼 / 가위           |
| 82회 | 1월 22일 | 왕신단지                          |
| 83회 | 1월 29일 | 그 아이의 목소리 / 옷 한벌의 신세 |
| 84회 | 2월 5일  | 원혼의 집 / 모정(母情)            |
| 85회 | 2월 12일 | 풀리지 않는 비밀, '흉가 이야기'   |
| 86회 | 2월 19일 | 미인박명(美人薄命)                |
| 87회 | 2월 26일 | 저주받은 명당                     |
| 88회 | 3월 5일  | 보이지 않는 힘 - 부적             |
| 89회 | 3월 12일 | 흉몽이 가져다 준 기적             |
| 90회 | 3월 19일 | 해어화(解語花)                    |
| 91회 | 3월 26일 | 손가락 / 산신처럼 살고계신 할머니 |
| 92회 | 4월 2일  | 마지막회 특집 - 마지막 초대       |

1. ↑  탁진현 (2010년 3월 12일). “[기자석]'김정은의 초콜릿' MC 2주년의 의미”. 세계일보. 2021년 12월 23일에 확인함.
2. ↑  양성희 (2003년 1월 30일). “인포테인먼트·시사·가족프로 강화”. 문화일보. 2021년 12월 23일에 확인함.
3. ↑  정명진 (2003년 4월 8일). “방송사 ‘재연프로’ 전성시대”. 파이낸셜뉴스. 2021년 12월 23일에 확인함.
4. ↑  “강원래, iTV '...미스터리 헌터' 진행..."MC로 다시 섭니다"”. 스포츠조선. 2004년 6월 30일. 2021년 10월 7일에 확인함.
5. ↑  신미희 (2004년 11월 8일). “경인방송 노조 9일부터 파업... 파행방송 불가피”. 오마이뉴스. 2021년 10월 7일에 확인함.
6. ↑  “세종증권 前회장 유죄 확정”. 중앙일보. 2002년 6월 24일. 2024년 10월 6일에 확인함.
7. ↑  맹경환 (2001년 5월 25일). “中드라마 ‘안개비연가’ 안방 공략… iTV 26일 첫선”. 국민일보. 2024년 10월 6일에 확인함.
8. ↑  맹경환 (2001년 5월 25일). “中드라마 ‘안개비연가’ 안방 공략… iTV 26일 첫선”. 국민일보. 2024년 10월 6일에 확인함.
9. ↑  박현정 (2002년 10월 10일). “<채널 가이드>”. 디지털타임스. 2024년 10월 6일에 확인함.
10. ↑  “iTV '그래서 이웃사촌' 새 시트콤 다음달 방송”. 경인일보. 2001년 11월 28일. 2024년 10월 6일에 확인함.
11. ↑  이재민 (1997년 7월 10일). “남성들 눈요깃거리”. 한겨레신문. 2024년 10월 6일에 확인함.
12. ↑  이무경 (1996년 6월 6일). “케이블TV 토크쇼 '낯뜨거워 못보겠다'”. 경향신문. 2024년 10월 6일에 확인함.
13. ↑  이재민 (1997년 7월 10일). “남성들 눈요깃거리”. 한겨레신문. 2024년 10월 6일에 확인함.
14. ↑  전지현,노현 (2003년 5월 6일). “[중병앓는 방송산업] (上) 난장판된 뉴미디어시장 / 채널 등...”. MBN(매일경제). 2024년 10월 6일에 확인함.
15. ↑  홍제성 (2003년 6월 29일). “여성채널 GTV 7월 1일 개국”. 연합뉴스. 2024년 10월 6일에 확인함.